# Parque dos Bastiões
O Parque dos Bastiões - também conhecido só como Les Bastions - fica em Genebra na Suíça. O acesso ao parque faz-se pela Praça Nova aos pés das muralha erigidas no século XV  que foi ao princípio conhecido por O passeio dos Bastiões.

## Origens
Nos princípios do século XVIII os habitantes de Genebra tinham o hábito de vir passear no espaço delimitado pelas muralhas do século XVI e século XVII, entre os bastiões de Bourgeois e Yvoi. Em 1726 as autoridades decidem arranjar o espaço e transformá-lo num verdadeiro parque público, plantando castanheiros. Este foi verdadeiramente o primeiro jardim público concebido desde a sua origem com esse fim.
Pelo seu aspecto agradável e repouzante ficou a ser conhecido pelo Belo Passeio (La Belle Promenade).

## O jardim botânico
O ano de 1817 é importante na história do parque pois tendo sido dado pelo governo genebrino uma cadeira de história natural a Augustin Pyrame de Candolle este cria junto da Academia de Genebra o primeiro jardim de plantas de Genebra na parte central no passeio dos Bastiões. De notar que os primeiros passeios do jardim só foram construídos para facilitar a recolha das batatas.
Em 1818, e segundo os planos do general Guillaume-Henri Dufour, que tinha os seu escritório na Praça Nova é plantado um laranjal e construído uma estufa. Em 1864 graças ao dão de Brunswick o jardim foi cercado e deste faz parte o portão da imagem.
Tradicionalmente o parque é o ponto de partida e de chagada da Corrida da Escalada

## O muro dos Reformadores
O muro dos Reformadores ocupa o local onde se encontrava a estufa e o laranjal e fica em frente da Universidade edificada em 1873.

## Universidade
As traseiras da universidade dão para o parque dos Bastiões. Em frente dessa porta das traseira vê-se o Muro dos Reformadores do outro lado do parque.

## Imagens

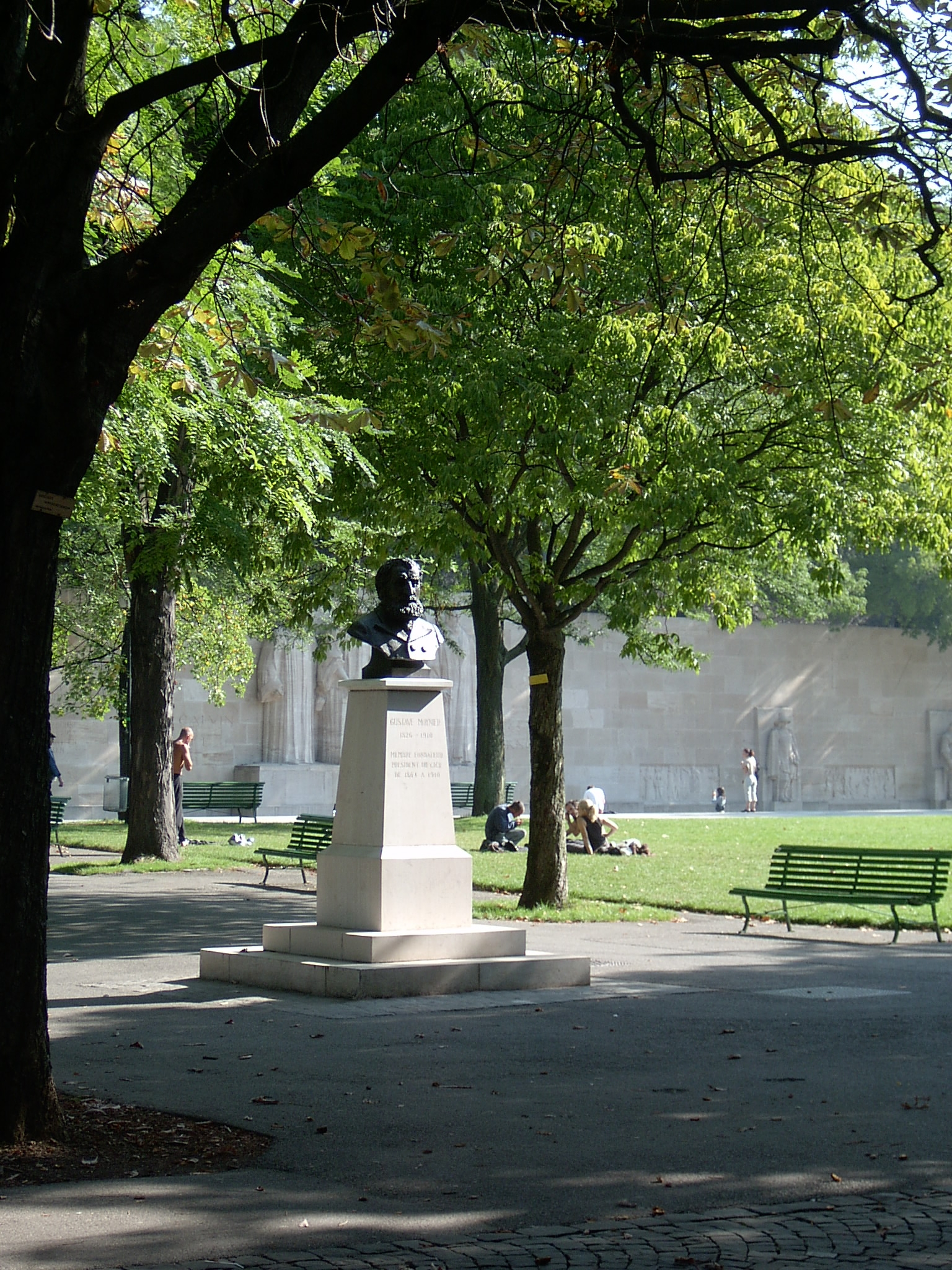
Aspecto  do parque, com o monumento a Gustave Moynier
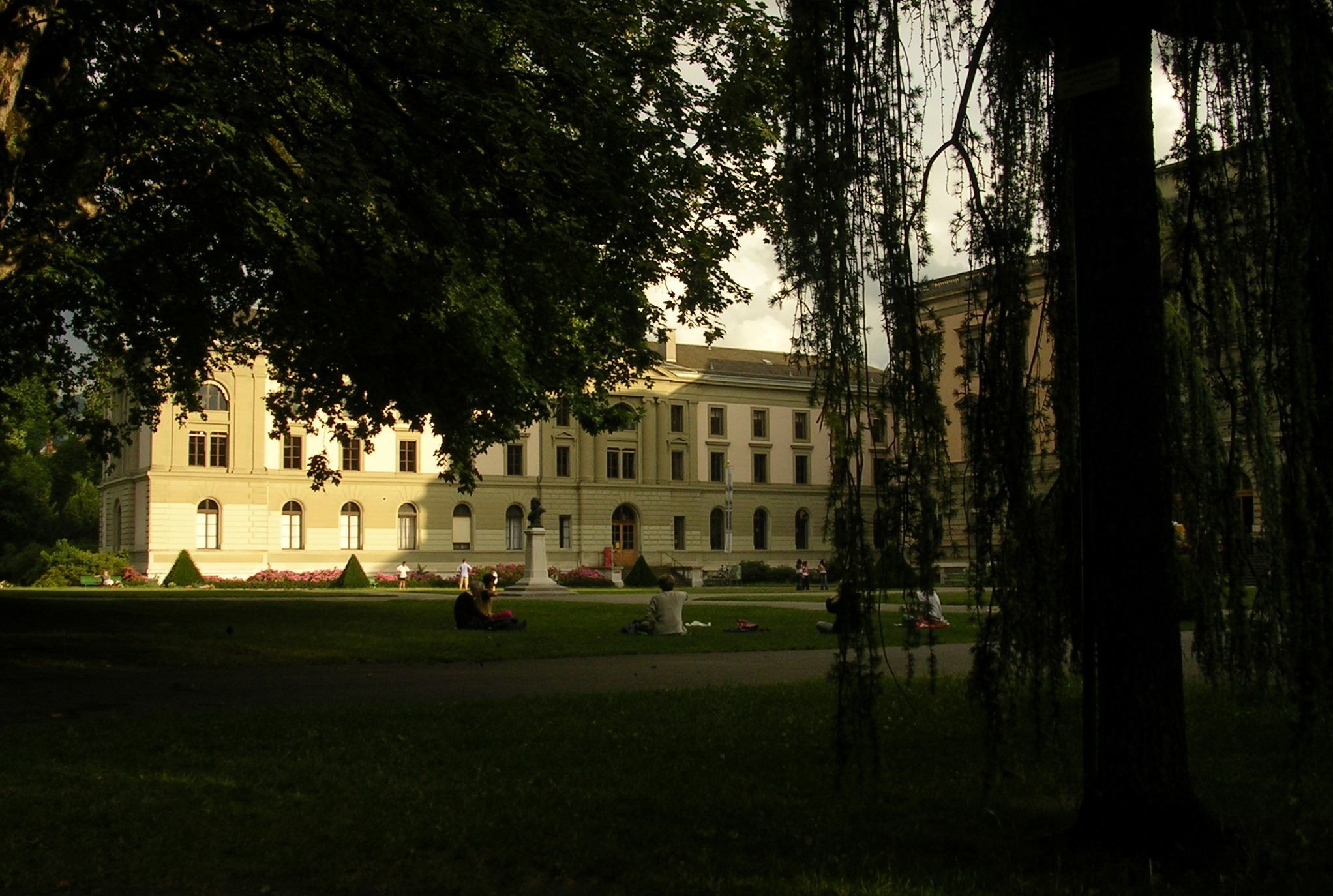
Biblioteca de Genebra visto a partir do parque
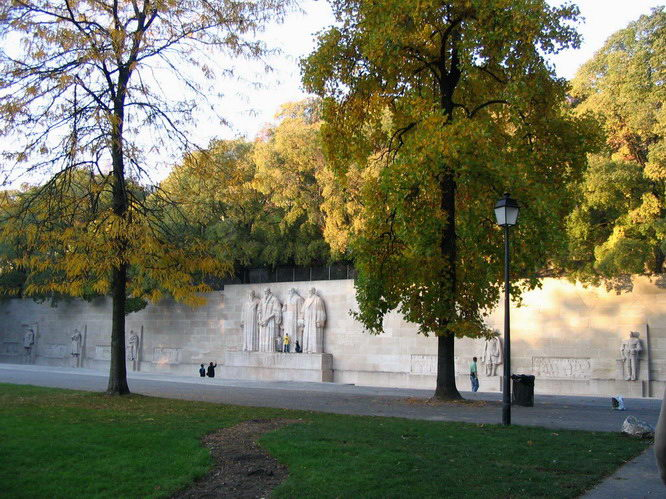
Muro dos Reformadores dentro do parque
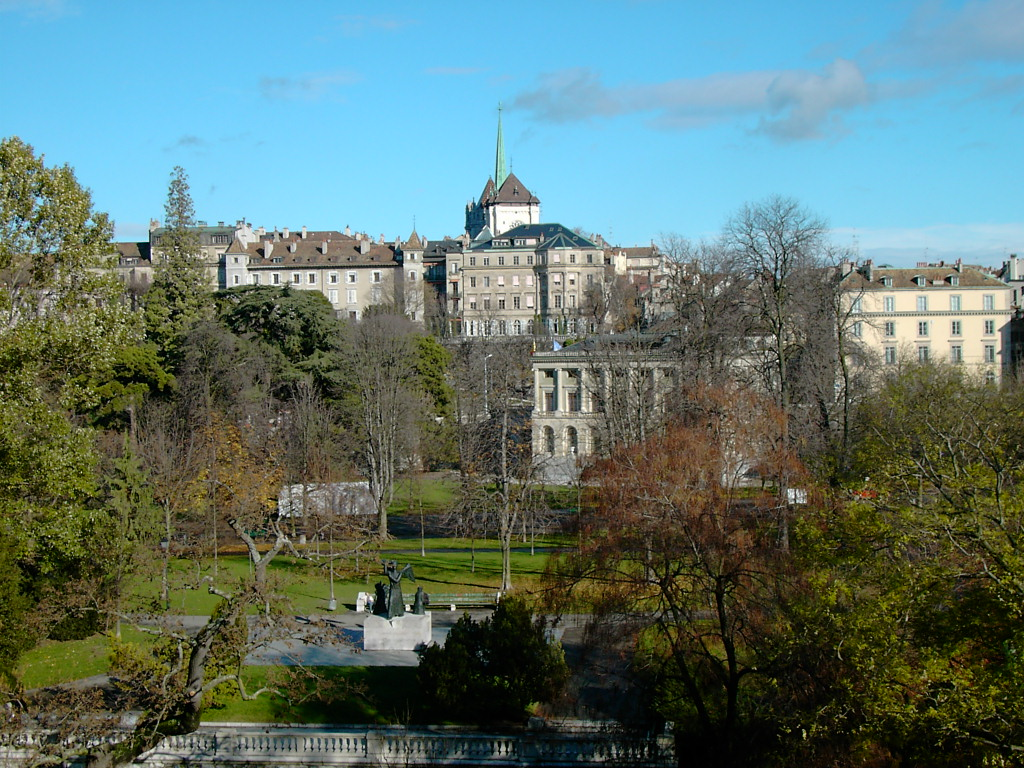
Vista do parque e ao fundo a Catedral de São Pedro de Genebra
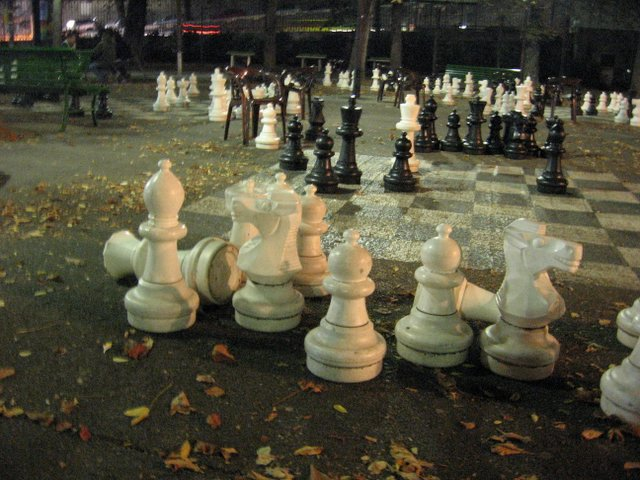
JXadres

## Mapa
- Em GoogleMaps entrar: Parc des Bastions, Genève, Suisse